# Eleutherococcus seoulensis
Eleutherococcus seoulensis är en araliaväxtart som först beskrevs av Takenoshin Nakai, och fick sitt nu gällande namn av Shiu Ying Hu. Eleutherococcus seoulensis ingår i släktet Eleutherococcus och familjen Araliaceae. Inga underarter finns listade.